# Hermann (Missouri)
Hermann is een plaats (city) in de Amerikaanse staat Missouri, en valt bestuurlijk gezien onder Gasconade County.

## Demografie
Bij de volkstelling in 2000 werd het aantal inwoners vastgesteld op 2674.
In 2006 is het aantal inwoners door het United States Census Bureau geschat op 2751, een stijging van 77 (2,9%).

## Geografie
Volgens het United States Census Bureau beslaat de plaats een oppervlakte van
6,4 km², waarvan 6,0 km² land en 0,4 km² water. Hermann ligt op ongeveer 162 m boven zeeniveau.

## Plaatsen in de nabije omgeving
De onderstaande figuur toont nabijgelegen plaatsen in een straal van 20 km rond Hermann.